# Alonso Diego López de Zúñiga y Sotomayor
 (février 2020).
Si vous disposez d'ouvrages ou d'articles de référence ou si vous connaissez des sites web de qualité traitant du thème abordé ici, merci de compléter l'article en donnant les références utiles à sa vérifiabilité et en les liant à la section « Notes et références ».
Alfonso Diego López de Zúñiga-Sotomayor et Pérez de Guzmán (1569-1619) est un noble et mécène espagnol de la maison de Zúñiga.

## Biographie
Il est le fils de Francisco Diego López de Zúñiga, duc de Béjar et Plasencia, et de María Andrea Pérez de Guzmán.
En 1595, il épousa Juana de Mendoza, fille de Íñigo López de Mendoza, duc d'Infantado, et de son épouse Luisa Enriquez de Cabrera.
Il est l'un des mécènes littéraires les plus importants de son temps et protégeait de nombreux auteurs qui lui faisaient alors des dédicaces, comme par exemple avec Miguel de Cervantes qui a l'a cité dans la première partie de Don Quichotte. 